# Mioče (Czarnogóra)
Mioče (cyr. Миоче) – wieś w Czarnogórze, w gminie Bijelo Polje. W 2011 roku liczyła 72 mieszkańców.